# Hildur Vala Einarsdóttir
Hildur Vala Einarsdóttir är en isländsk artist och en av vinnarna i den isländska upplagan av TV-programmet Idol.